# Hoplias aimara
Hoplias aimara és una espècie de peix de la família dels eritrínids i de l'ordre dels caraciformes.

## Morfologia
- Els mascles poden assolir 100 cm de longitud total i 40 kg de pes.[2][3]

## Reproducció
Té lloc a l'inici de l'estació de les pluges (des del desembre fins al març) i la femella pot produir entre 6.000 i 60.000 ous.

## Alimentació
Menja principalment peixos i, en segon terme, petits invertebrats terrestres que puguin caure a l'aigua.

## Hàbitat
És un peix d'aigua dolça i de clima tropical.

## Distribució geogràfica
Es troba a Sud-amèrica: afluents de la conca mitjana i baixa del riu Amazones (incloent-hi els rius Trombetas, Jari, Tapajós, Xingu i Tocantins); rius costaners de la Guaiana, Surinam i la Guaiana Francesa; rius Araguari i Amapá a Amapá (Brasil), i riu Orinoco a Veneçuela.

## Ús comercial
És popular per la qualitat de la seua carn.